# Пролапс
У медицині пролапс — стан, при якому органи падають або вислизають зі свого місця. Він використовується для органів, що виступають через вагіну, пряму кишку, або для неправильного розташування клапанів серця. Грижу диска хребта також іноді називають «пролапсом диска». Пролапс означає «збиватися з місця» від латинського prolabi що означає «випадати».
Що стосується матки, стан опущення призводить до неповноцінного розширення органу в вагіну, викликаного ослабленням тазових м'язів.

## Люди

### Пролапс серцевого клапана

Мітральний пролапс серця-Arm

Основним типом пролапсу серцевих клапанів у людини є пролапс мітрального клапана (ПМК), який є клапанним захворюванням серця, що характеризується зміщенням аномально потовщеної стулки мітрального клапана в ліве передсердя під час систоли.
Пролапс трикуспідального клапана може спричинити регургітацію тристулкового клапана.

### Випадання прямої кишки

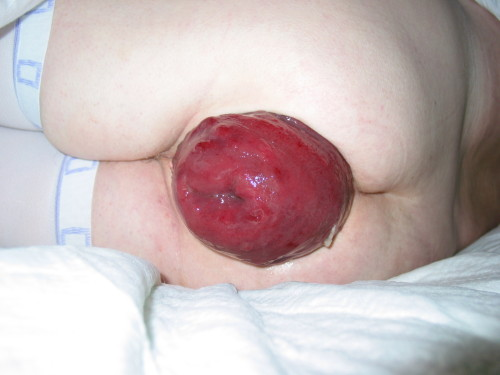
Випадання прямої кишки

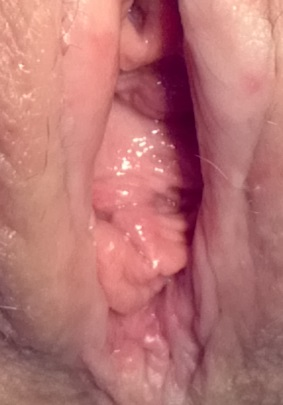
Пролапс. Опущення матки — лежачи 40-річна жінка з опущенням матки, яке не видно на цьому знімку в положенні лежачи. Слизова оболонка в центрі зображення покриває м'яке ректоцеле.

Випадання прямої кишки — це стан, при якому частина стінки або вся стінка прямої кишки випадає з місця. Опущення прямої кишки може бути невідкладною медичною допомогою. У деяких випадках пряма кишка може випинатися.
Симптомами випадання прямої кишки можуть бути:
- Витік калу,
- Кровотеча, анальний біль, свербіж, подразнення,
- Тканина, яка виступає з прямої кишки.

Хірург може оперувати живіт, щоб закріпити частину товстої кишки або прямої кишки до внутрішньої частини черевної порожнини (ректопексія). Іноді хірург видаляє уражену частину кишки.
Хірургічне втручання також може бути зроблено через промежину (область між статевими органами та анусом), щоб видалити випадаючу тканину.
Хірургічне втручання найчастіше успішне для людей, які все ще мають певний контроль над дефекацією. Якщо анальний сфінктер пошкоджений, операція може виправити випадання, але не зможе повністю виправити нетримання калу (відсутність контролю над дефекацією). Нетримання калу може як потенційно покращитися, так і погіршитися після операції з опущення.
Якщо підкладка випала з ануса і становить близько 7 см або менше, вона в кінцевому підсумку повинна втягнутися назад всередину природним шляхом, хоча втягування може зайняти до чотирьох днів.

### Пролапс жіночих геніталій
Опущення матки (або опущення органів малого таза) виникає, коли жіночі органи малого таза падають зі свого нормального положення, у вагіну або через неї. Зустрічається у жінок різного віку, частіше в старших, особливо у тих, хто народили великих дітей або мали надзвичайно тривалі фази пологів. Куріння, ожиріння, розлади сполучної тканини, розлади верхніх дихальних шляхів та травми, що повторюються, можуть збільшити ризик випадання. Незначне опущення можна лікувати вправами для зміцнення м'язів тазового дна (фізіотерапія тазу). Більш серйозне опущення, наприклад, повна проциденція, вимагає застосування песарію або реконструктивного хірургічного лікування. Реконструктивна операція з опущення тазу може бути зроблена без звернення до повної гістеректомії шляхом гістеропексії, тобто відновлення випадіння матки. Традиційна гінекологічна практика сприяє видаленню матки або яєчників (або обох) під час операції з випадання, і одна оцінка стверджує, що з 600 000 гістеректомій, що проводяться в США щороку, 13 % призначені для випадання. Однак існує занепокоєння, що багато з цих гістеректомій можуть бути непотрібними, і що гістеропексії буде достатньо як лікування.

### Пролапс тазового дна
Пряма кишка або сечовий міхур можуть пролабувати внаслідок зміни цілісності сполучної тканини в задній або передній стінках вагіни відповідно, що призводить до пролапсу тазового дна. Симптоми можуть включати відчуття тиску в малому тазу, або видиме випинання органів з вагіни. Опущення майже ніколи не буває болючим, але зміна положення органів може викликати сечові або кишкові симптоми.
Песарії є варіантом лікування пролапсу тазових органів.

### Випадання пуповини

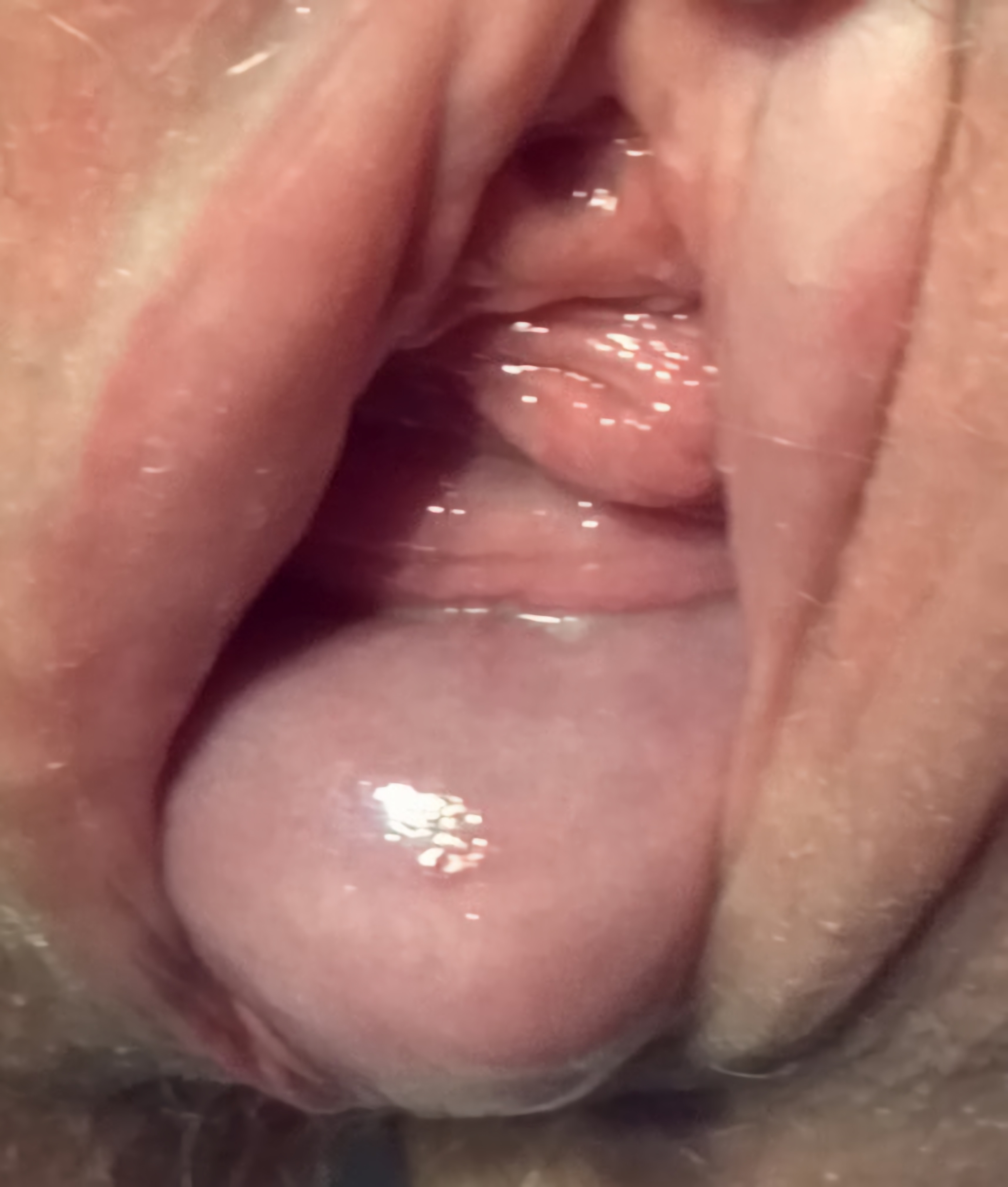
Жінка 40 років з опущенням матки, яке видно в положенні стоячи, шийка матки виступає через вульву.

Випадання пуповини відбувається, коли пуповина виходить із матки разом із передлежачою частиною плоду або раніше. Це відносно рідкісний стан і зустрічається менше ніж у 1 % вагітностей. Випадання пуповини частіше зустрічається у жінок, які перенесли розрив плодового міхура. Інші фактори ризику включають материнські або внутрішньоутробні фактори, які заважають плоду займати нормальне положення в малому тазі вагітної, наприклад, аномальне положення плода, надлишок амніотичної рідини, недоношеність або маленький плід. Проблема пролапсу пуповини полягає в тому, що тиск плоду на пуповину спричинить стиснення пуповини, що порушить приплив крові до плоду. Кожного разу, коли відбувається раптове зниження частоти серцевих скорочень плода або аномальне відстеження серцевого ритму плода, слід розглянути можливість випадання пуповини. Через можливість внутрішньоутробної смерті плода та інших ускладнень випадіння пуповини вважається невідкладною акушерською допомогою під час вагітності або пологів. Сучасні рекомендації щодо лікування зосереджені на швидких пологах, що зазвичай передбачає кесарів розтин. При належному лікуванні більшість випадків мають хороші неонатальні результати.

## Інші види

### Рептилії
Повідомлялося про випадіння статевих органів у змій і черепах.

### Птахи

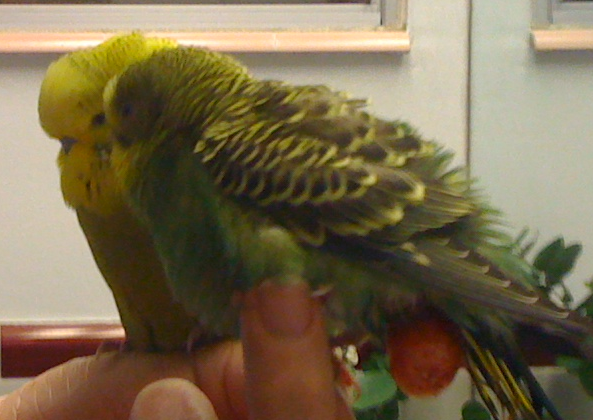
Курка-хвилястий папуга, пов'язана з яйцем, із випаданням піхви, та її подружжя

Пролапс яйцепроводу часто є летальним станом у птахів. Коли яйце відкладається, піхва вивертається через клоаку, щоб доставити яйце. Великі яйця та ожиріння птахів сприяють цьому стану. Негайна ветеринарна допомога має першочергове значення для виживання птаха з пролапсом. Навіть за умови негайного медичного втручання шанси на виживання зазвичай невизначені. Неліковані птахи почнуть рвати місце пошкодження, а інші товариші по зграї почнуть канібалізувати ділянку пролапсу, поведінка, яка широко відома як піккаут.

### Велика рогата худоба
Опущення матки у великої рогатої худоби, особливо молочної, зазвичай виникає в перші 12 годин після отелення. Частими причинами є гіпокальціємія в поєднанні з подразненням пологових шляхів, що викликає натужування. Заміна випинання, яке може коливатися від розміру м'яча для софтболу до звисання всієї матки нижче скакальних суглобів, виконується з коровою в положенні лежачи за грудиною, епідуральною ін'єкцією та «жабчастими» задніми кінцівками, щоб дозволити тазу наконечник вперед, що полегшує заміну.  Ретельне миття та очищення перед заміною є важливим, як і переконатися, що роги повністю вивернуті, коли корова знаходиться всередині. Часто на вульву накладають шов Бюнера, щоб запобігти подальшому рецидиву. Іншим типом репродуктивного пролапсу у великої рогатої худоби є так званий бичачий вагінальний пролапс.

### Свині
Ректальний пролапс — це стан, який зазвичай виявляють у свиней на фермах і бійнях. Якщо не зменшити швидко, пролапси у свиней стають некротичними та інфікованими, і є ризик канібалізації іншими тваринами по загону. Якщо трапляється останнє, це зазвичай призводить до смерті тварини від сепсису, шоку або фекального перитоніту.

### Коні та мули

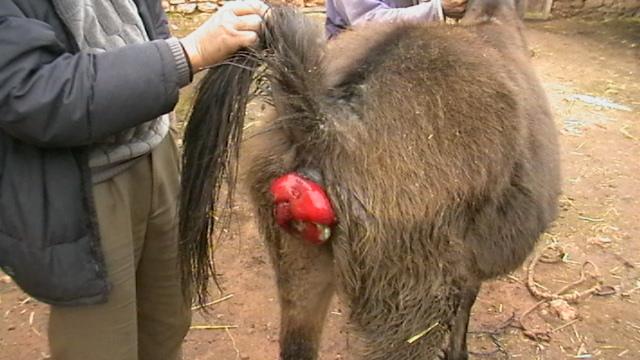
Анальний пролапс у мула

Ректальний пролапс, який виникає у коня та мула, краще назвати анальним пролапсом, оскільки він залучає лише слизову оболонку, яка рухається назад, утворюючи кругле випинання поза заднього проходу.  Стан безболісний.
У кобил після пологів він описується як 10 до 60 мм випинання слизової.
У молодих мулів і лошат анальний пролапс виникає з такою ж частотою, як у Gasterophilus haemorrhoidalis. В умовах екстенсивного розведення хвороба розпізнається лише через кілька днів, що призводить до сильного набряку випадаючих тканин і некрозу слизової оболонки.
Ранні випадки слід лікувати шляхом застосування гігроскопічних речовин, таких як цукрова пудра, з подальшим накладанням кисетних швів. При набряку і некротизації опущених тканин проводять ампутацію. Прогноз справедливий, оскільки видалені тканини не містять важливих органів або великих кровоносних судин.